# Gymnothorax tile
Gymnothorax tile es una especie de pez de la familia de los morénidas en el orden de los Anguilliformes.

## Morfología
Los machos pueden llegar a alcanzar los 60 cm de longitud total.

## Distribución geográfica
Se encuentra desde las Islas Andamán hasta las Filipinas y Indonesia. También en la India y Hawái.